# Willem Buys

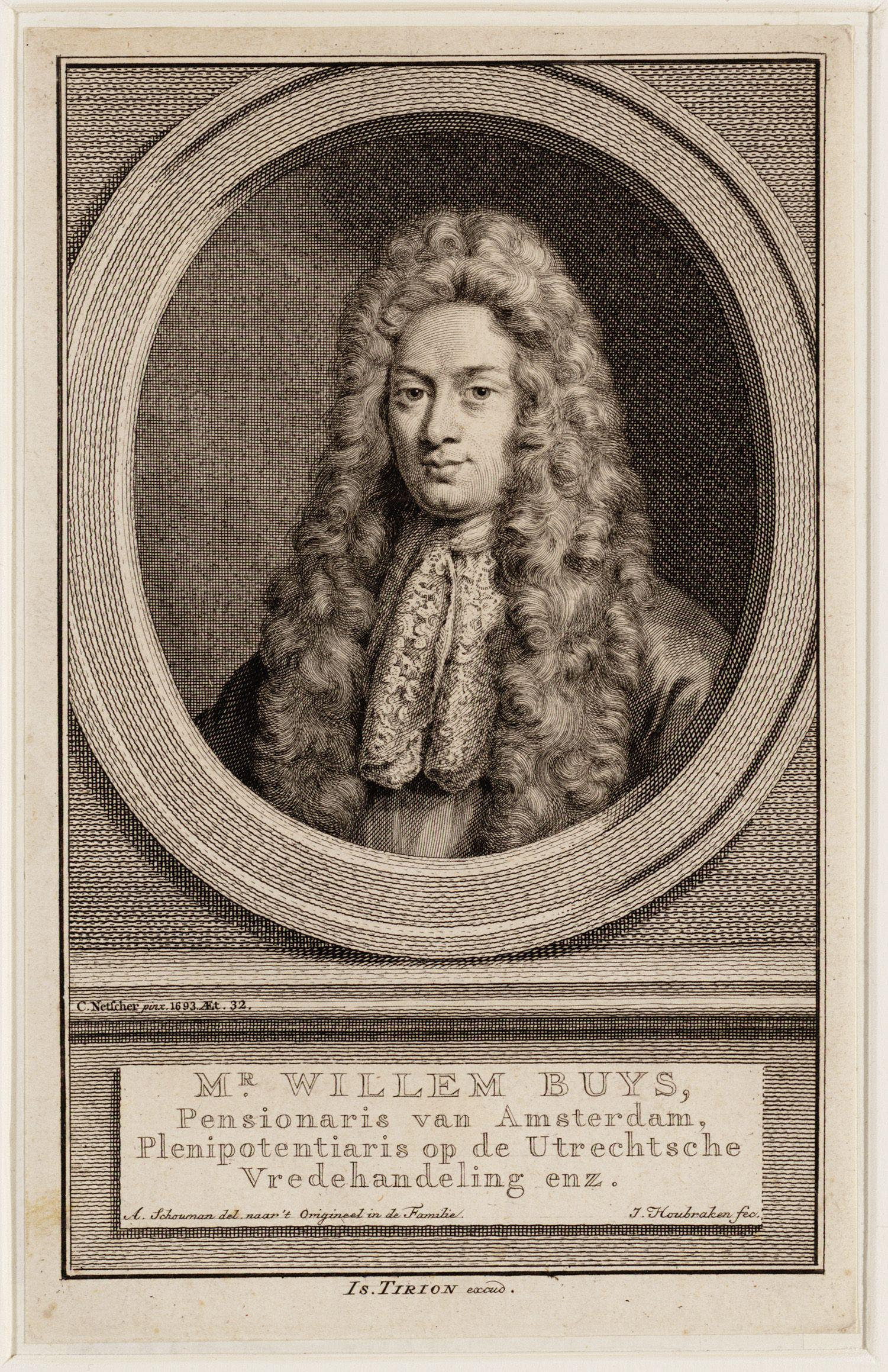
Willem Buys

Willem Buys (* 27. Mai 1661 in Amsterdam (?); † 18. Februar 1749) war ein bedeutender holländischer Politiker des 18. Jahrhunderts.

## Biografisches
Willem Buys studierte an den Universitäten Leiden und Orléans und wurde im Jahre 1684 als Advokat am holländischen Gerichtshof „Hof van Holland“ angestellt. Im Jahre 1691 wurde er „Stadtrichter von Amsterdam“.
Im Jahre 1704 trat er als Vermittler zwischen den niederländischen Staaten Friesland und Groningen und deren Gegenpartei der Staaten von Holland und Zeeland auf. Grund für sein Einschreiten war der Streitfall dieser Staaten über die Einsetzung von Johann Wilhelm Friso von Nassau-Dietz als Statthalter der Republik der Vereinigten Niederlande.
Willem Buys war auch im Ausland als offizieller Gesandter der Niederlande tätig, hierbei konnte er die diplomatischen Beziehungen mit Großbritannien verbessern. Als niederländischer Bevollmächtigter nahm er auch dem Friedensverhandlungen beim Frieden von Utrecht im Jahre 1713 teil. Buys hatte ebenso gute Kontakte zu den Whigs und bekam deswegen den Auftrag die politischen Aktivitäten der britischen Königin Anne Stuart zu überwachen.
Im Jahre 1714 wurde er gemeinsam mit Sicco van Goslinga als niederländischer Gesandter nach Frankreich entsandt. Hierbei förderten ihn seine guten Kenntnisse der französischen Sprache. Buys schloss ebenso mit Spanien einen Vertrag über den Freihandel und die Schifffahrt ab. Im Jahre 1723 wurde er als Gesandter an den dänischen Hof entsandt.
Als der kränkliche Ratspensionär Anthonie van der Heim in Spa auf Kur verweilte, führte Buys in den Jahren die Amtsgeschäfte Hollands.
1706 wurde Buys als Mitglied (Fellow) in die Royal Society aufgenommen.

## Ämterübersicht
- Pensionär der Stadt Amsterdam (zwischen 1693 und 1725)
- Direktor der Sozietät von Suriname (zwischen 1701 und 1717)
- Direktor der niederländischen Kolonie Berbice
- niederländischer Gesandter in Frankreich, Spanien und Dänemark (zwischen 1714 und 1723)
- Erster Sekretär der Staaten von Holland (zwischen 1726 und 1749)
- Ratspensionär der Staaten von Holland und Westfriesland (zwischen 1745 und 1746)

## Trivia
- Einer seiner Vorfahren (?), Paulus Buys, führte von 1572 bis 1585 ebenfalls das Amt des holländischen Ratspensionärs
- Willem Buys wurde im Jahre 1693 durch Caspar Netscher porträtiert
- Buys bewohnte ab dem Jahre 1715 das Amsterdamer Trippenhuis
- Seine Korrespondenz mit dem Gelehrten Willem Jacob ’s Gravesande ist noch heutzutage erhalten
- Willem Buys diente als Namensgeber einer Zigarrenmarke aus der nordbrabantischen Gemeinde Valkenswaard.